# گروس‌مونستر

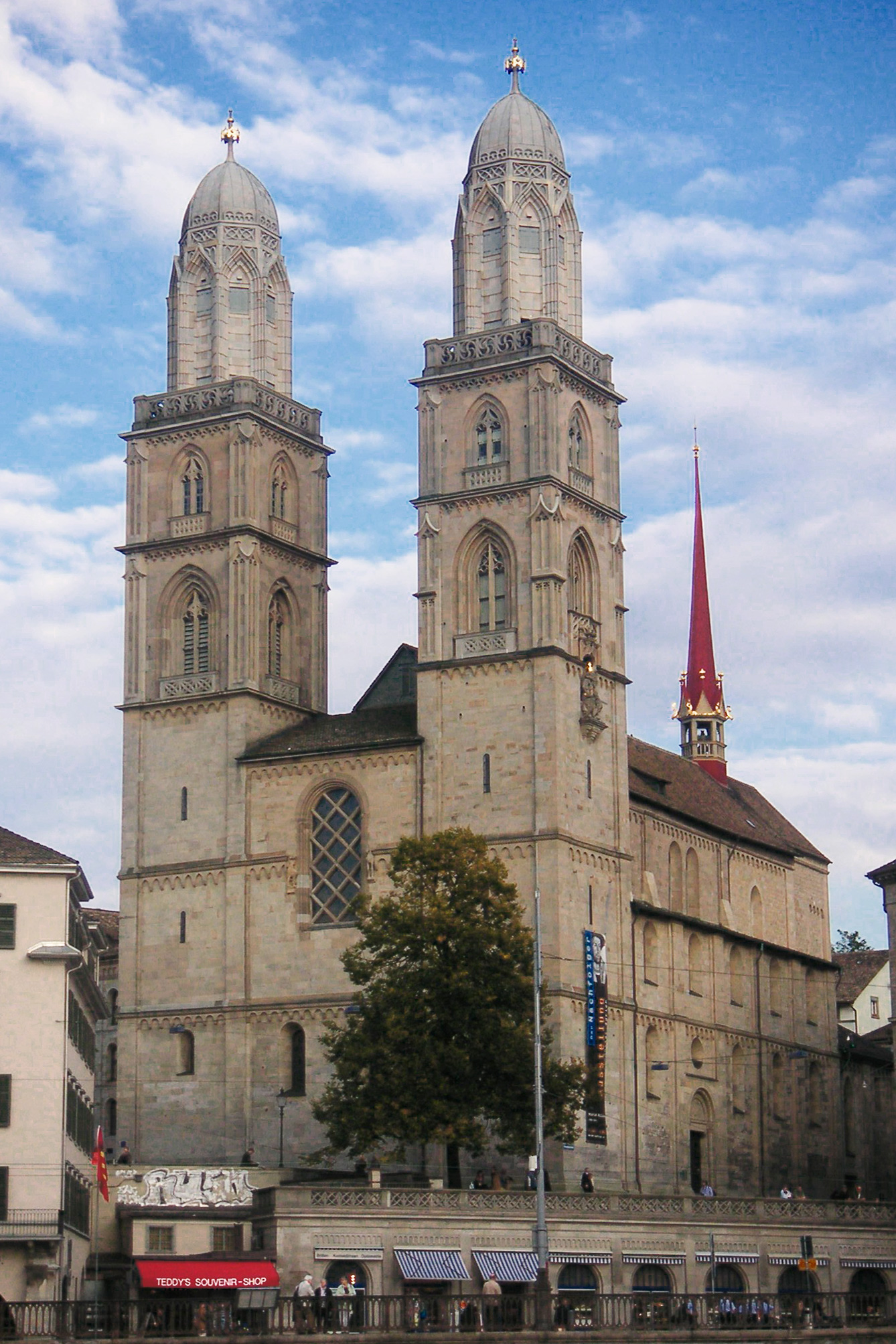
کلیسای گروس‌مونستر در زوریخ

گروس مونستر (به آلمانی: Grossmünster)یکی از سه کلیسای مشهور در شهر زوریخ کشور سوئیس است که در مرکز شهر قرار داشته و به عنوان نماد شهر زوریخ شناخته می‌شود. گفته می‌شود زمان ساخت آن به دوره کارولنژی‌ها و حکومت شارلمانی مربوط می‌شود ولی بازسازی اصلی آن در سال ۱۱۰۰ میلادی شروع و در سال ۱۲۲۰ اتمام یافته‌است.

## اهمیت تاریخی
این کلیسا در محل دفن سه شهید مسیحی زوریخ ساخته شده‌است که در قرن سوم میلادی کشته شده‌اند و به روایت افسانه‌ای این سه تن پس از کشته شدن سرهای خود را برداشته و خود را به این محل رسانده و دفن شده‌اند.
شهرت اصلی این کلیسا بخاطر پیشوای روحانی مشهور آن یعنی اولریش تسوینگلی است. وی که از بنیانگذاران اصلاحگری دینی در جهان مسیحیت بود از سال ۱۹۲۰ الی ۱۹۲۴ میلادی کشیش این کلیسا بود و فعالیت‌های خود را از اینجا شروع نمود. پس از تسوینگلی همکار و همفکر او هاینریش بولینگر ادامه دهنده راه و روش وی در این کلیسا فعالیت می‌کرد و مجسمه او در دیواره جنوبی کلیسا نصب شده‌است.
ارزش هنری دیگر کلیسا بخاطر نقاشی‌های روی شیشه (ویترای) آن است که بازدیدکنندگان را بخود جلب می‌کند این نقاشی‌ها توسط اگوستو جاکومتی نقاش سوئیسی ساخته شده‌است.
علاوه بر سه قدیس یاد شده، کنراد گسنر فیلسوف و جانورشناس سوئیسی نیز در محوطه این کلیسا دفن شده‌است.

## معماری
سبک معماری رومی‌وار در مدخل ورودی و ستون‌های قرون وستایی آن نمایانگر قدمت و زمان ساخت آن است. گورابه آن مربوط به قرن ۱۲ میلادی است ولی دو مناره و پله‌های چوبی آن در سال ۱۴۸۴ ساخته شده‌است.

## نگارخانه

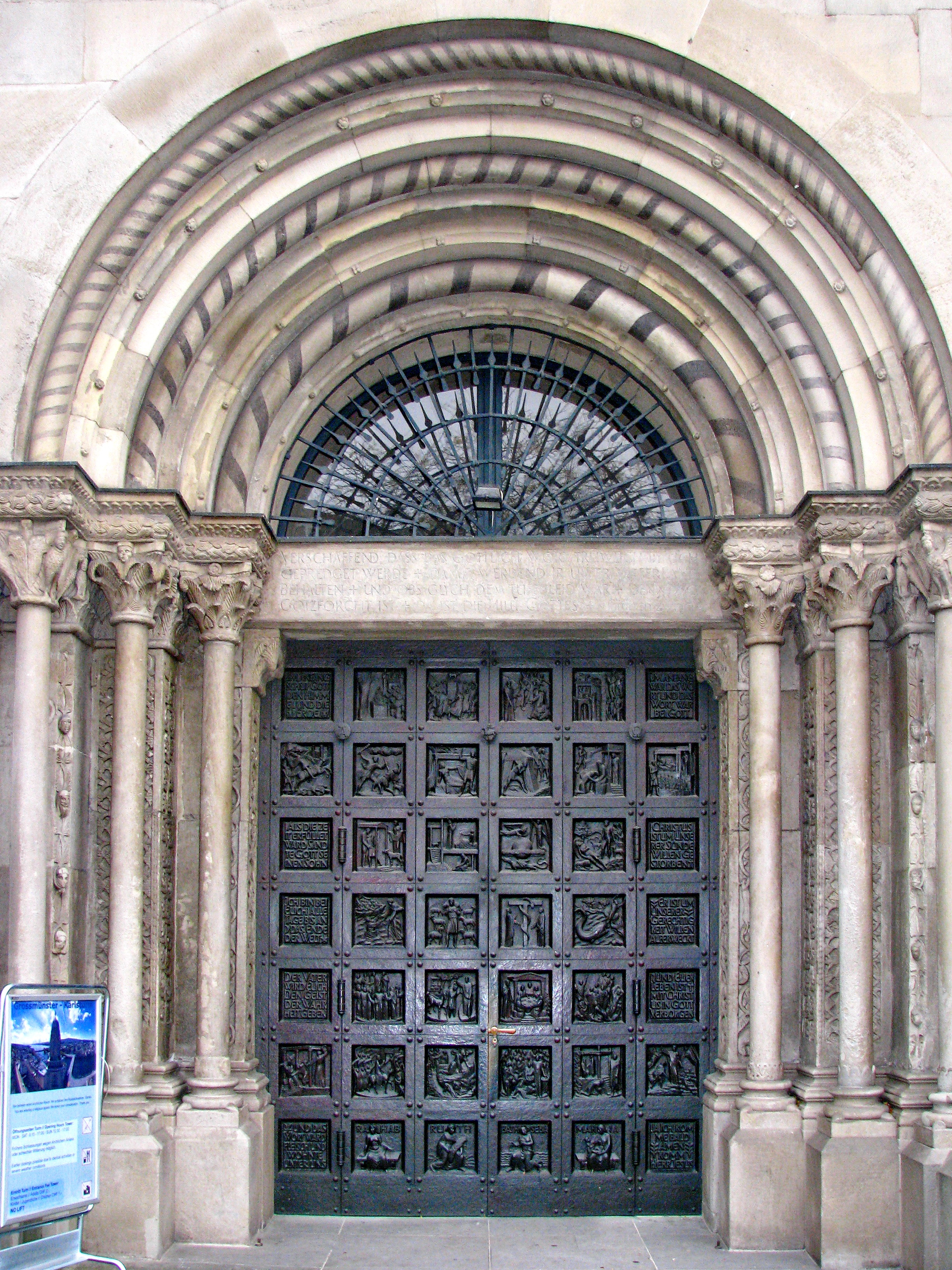
سبک معمای رومی در ورودی
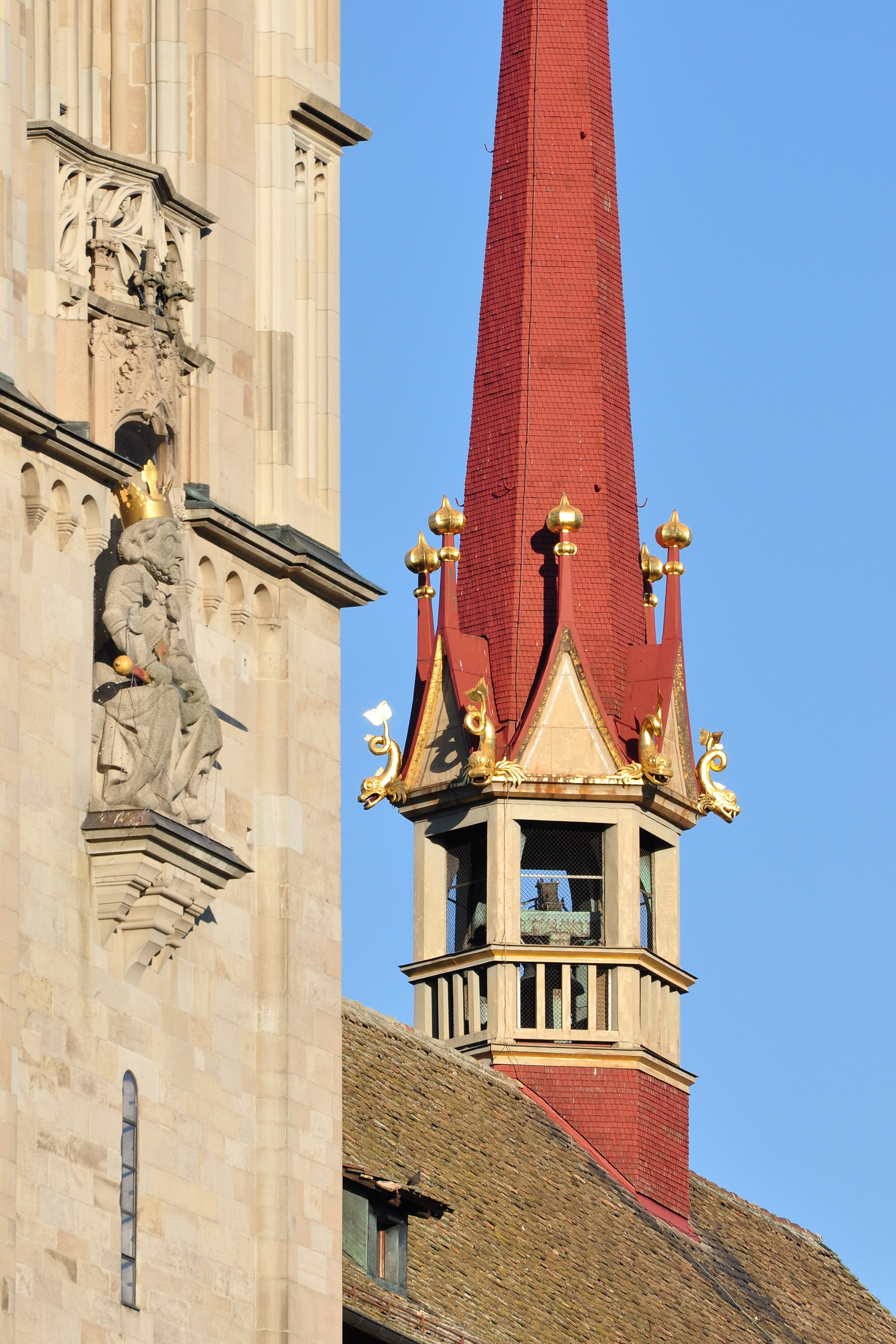
برج ناقوس
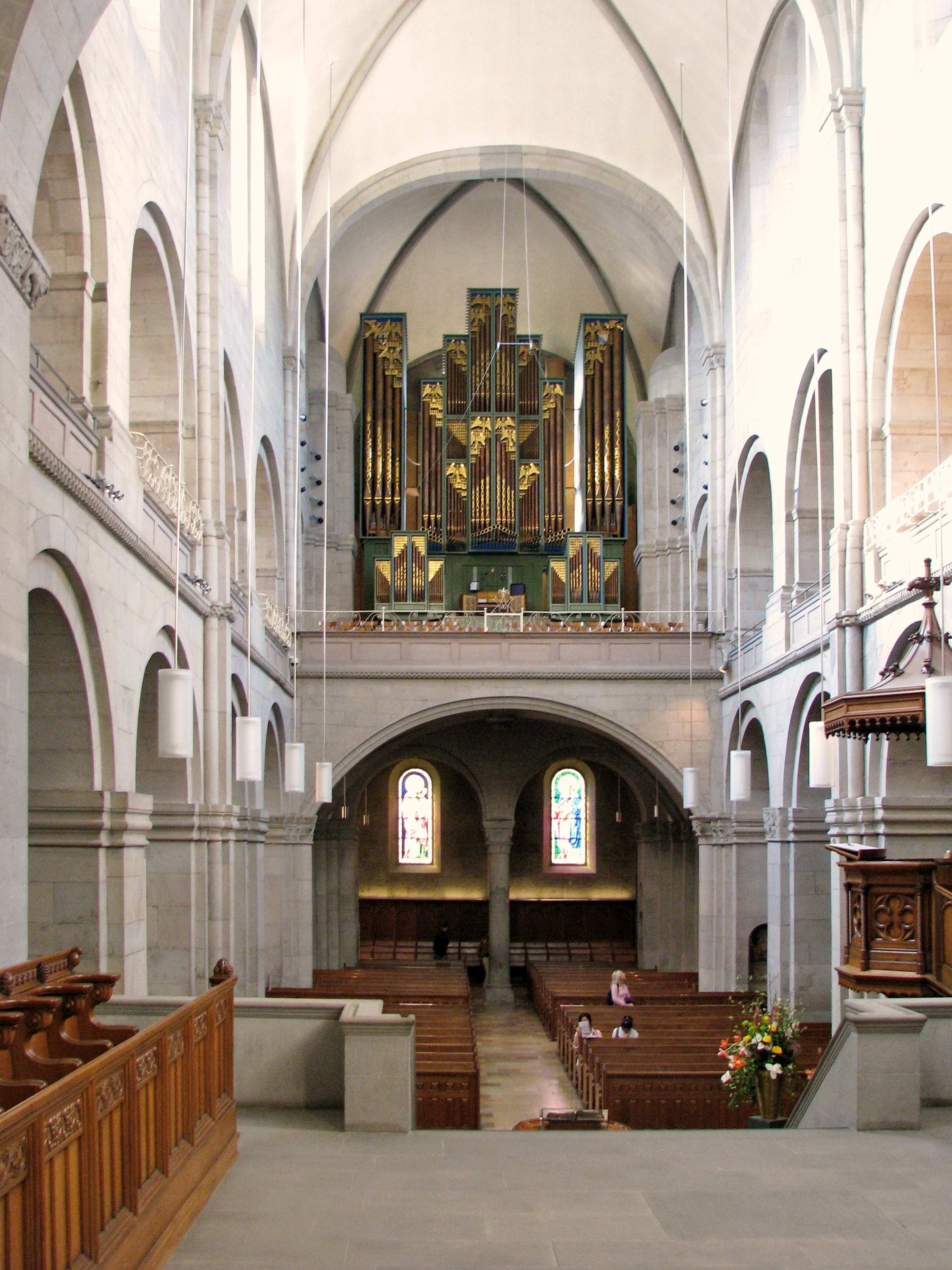
نمای داخلی
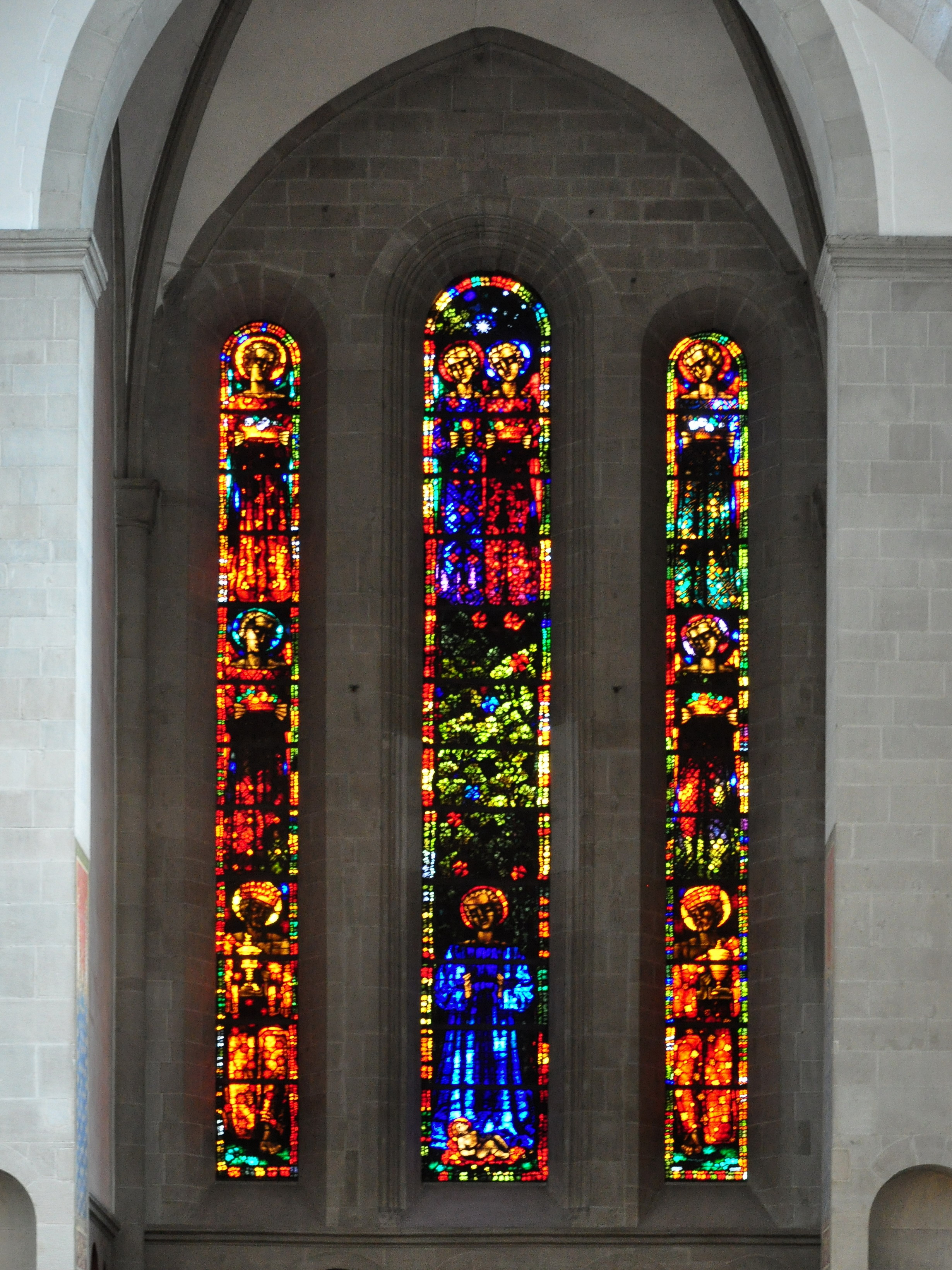
نقاشی‌های روی شیشه
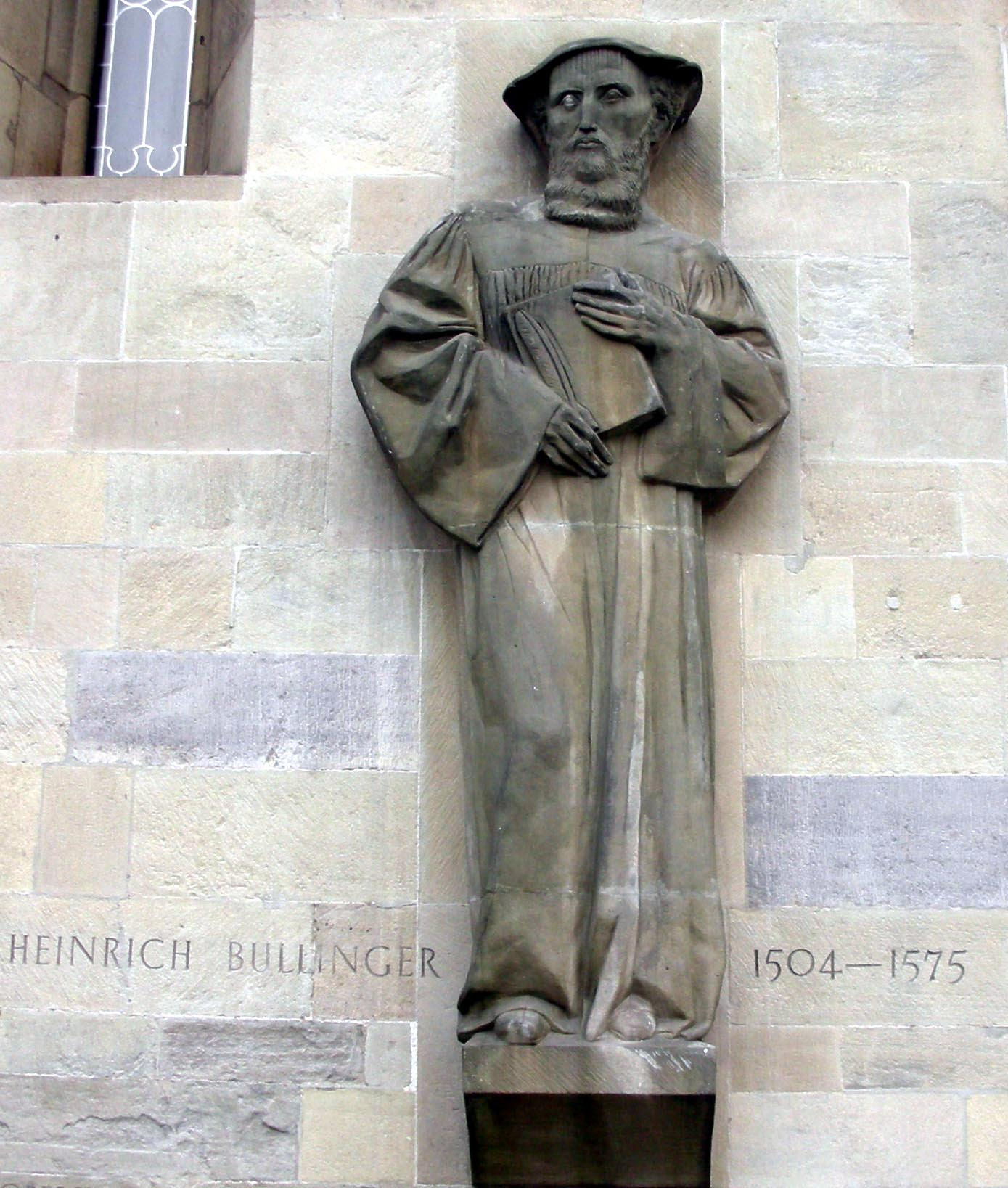
مجسمه هنریش بولینگر